# Lepenica (Fojnička rijeka)
Lepenica je rijeka u Bosni i Hercegovini, desni pritok Fojničke rijeke. Duga je 33 km. 

## Tok rijeke
Nastaje sutokom Crne i Bijele rijeke, jugoistočno od Kreševa. Teče prema sjeveru kroz općinu Kiseljak, kroz naselja Toplica, Zabrđe, Bukovica, Solakovići, Boljkovići, Lepenica, Homolj, Han Ploča, Draževići, Radanovići, Brnjaci, Duhri, Potkraj i grad Kiseljak, nakon čega se ulijeva u Fojničku rijeku.